# Denys le Grand
Denys le Grand, mort en mars 1351, est un prélat français, évêque de Senlis au XIVe siècle.  

## Biographie
Il est Premier chapelain à la cour du roi de France (« prior capellanus domini regis »), jusqu'en 1349. C'est Gace de la Bigne qui lui succède dans cette fonction. D'après le poème rédigé par celui-ci, Gace fait l'éloge des nombreux talents de Denys le Grand et ajout que tous deux partageaient une passion commune pour l'art de la fauconnerie.
Les sources disent peu de choses sur cet évêque de Senlis, qui meurt en mars 1351.